# 030 TU
Les 030 TU furent des locomotives à vapeur importées des États-Unis par l'armée américaine lors de la libération de l'Europe sous la dénomination USATC S100.

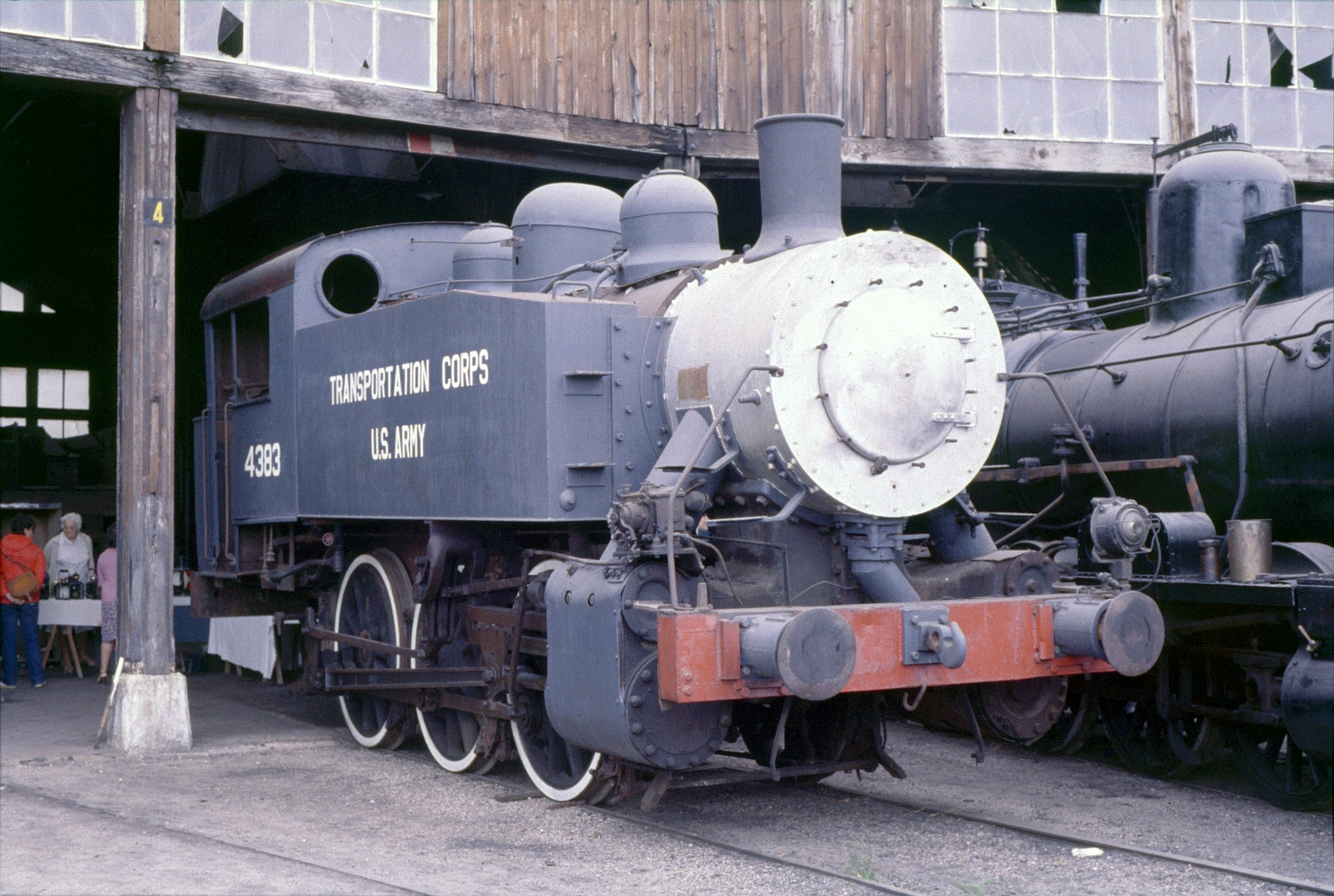
La 030 TU 22 en livrée d'origine

## Genèse
Machines conçues pour un usage en temps de guerre, elles servent aux manœuvres des trains du Transportation Corps de l'armée des États-Unis (USATC) (en) et des Alliés lors de la Seconde Guerre mondiale avant d'être reversées aux réseaux de toute l'Europe.
Trois constructeurs américains réalisèrent ces machines :
- Davenport Locomotives Works à Davenport (Iowa),
- H. K. Porter à Pittsburgh
- Vulcan Iron Works à Wilkes-Barre (Pennsylvanie).

La SNCF reçut 77 machines, ainsi que la Régie départementale des Bouches-du-Rhône, qui reçut également des machines qui furent immatriculées n° 40, 41 et 42.

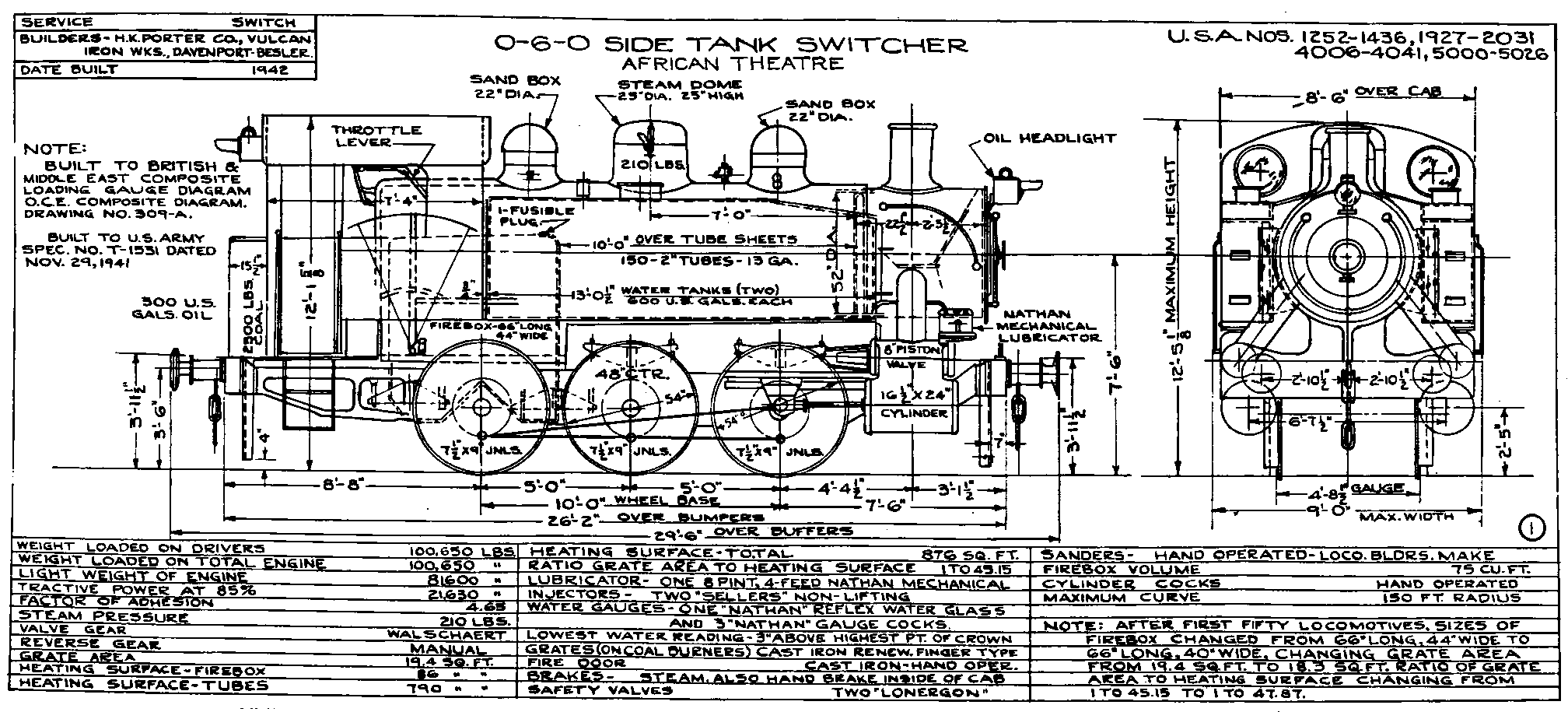
Plan de machine 030 type S 100

## Description
Ces locomotives-tender disposaient d'un moteur à deux cylindres à simple expansion et la distribution était du type « Walschaerts ». Le foyer était un foyer de type « Crampton » à grille non débordante de type « Hulson ». L'échappement était fixe.
Les 31 dernières machines étaient légèrement différentes des 46 premières par les points suivants :
- Surface de grille de 1,70 m2 contre 1,81 m2
- Surface de chauffe de 74 m2 contre 81,50 m2
- Épaisseur du corps cylindrique de 12 mm contre 14 mm

Les 030 TU 67, 69, 70, 73, 74, 75, 76 et 77 étaient équipées avec la chauffe au fioul. Les besoins de la région Sud-Est firent que les 030 TU 44, 46, 54, 60, 63, 68, 71 et 72 furent converties à ce type de chauffe entre 1953 et 1958.
Selon les constructeurs, les locomotives étaient équipées d'une porte de boîte à fumée plate ou bombée avec plus ou moins de taquets de verrouillage. De même que certaines d'entre elles étaient dotées de roues d'un diamètre inférieur à 1 372 mm.
Ces locomotives subirent quelques modifications pour pouvoir être utilisées par la SNCF : remplacement des soupapes de sûreté d'origine par des modèles unifiées type « Coale » et des tampons à plateaux ronds par des rectangulaires, ainsi que du sifflet américain par un modèle français. Leur soute à charbon fut agrandie par la pose d'une rehausse, et un réservoir de T.I.A. installé sur une des caisses à eau. Quelques-unes furent équipées du frein à air comprimé de type « Westinghouse » avec installation d'une pompe à air.

## Utilisation et service

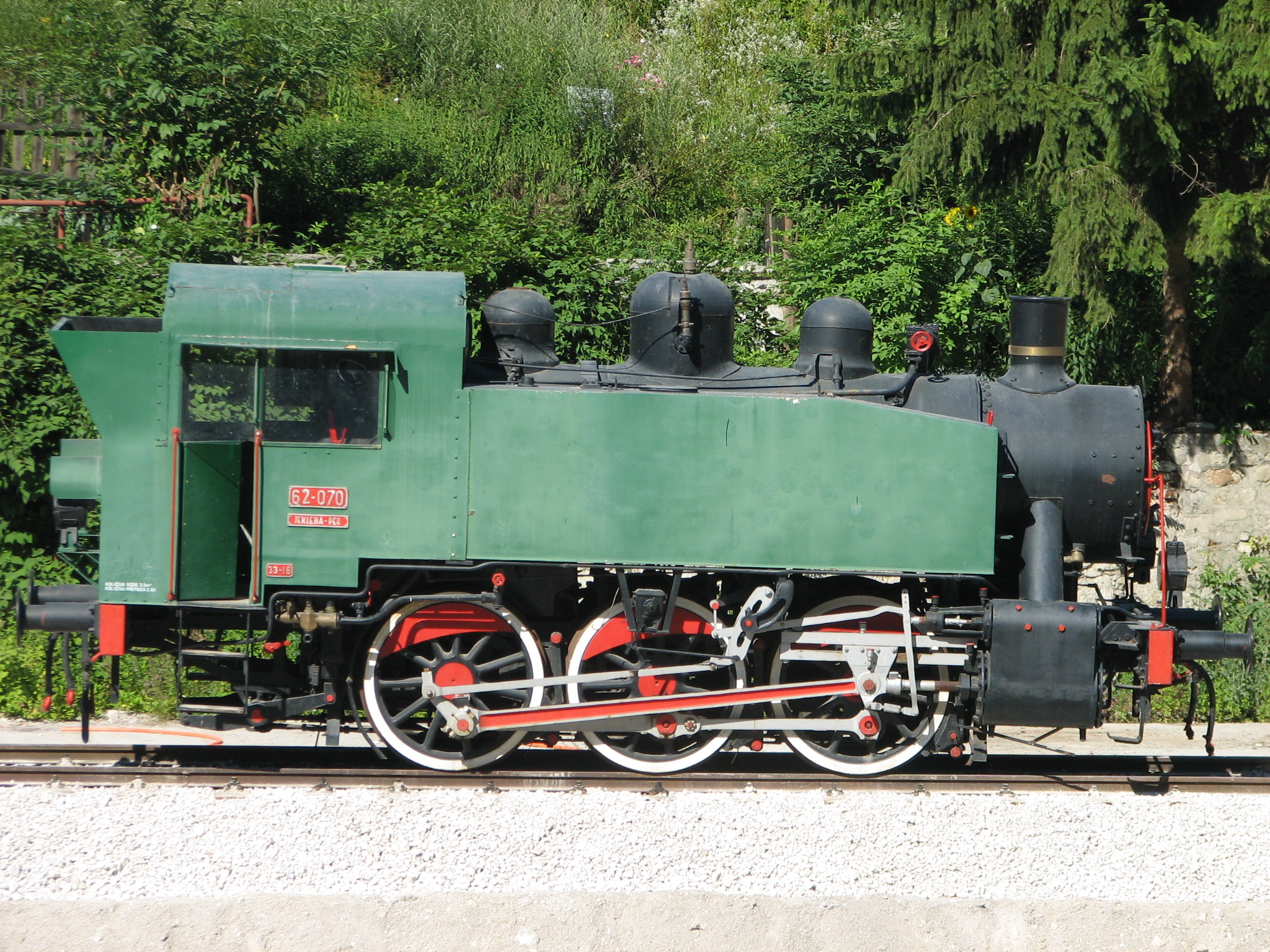
Locomotive ex-USATC 6171 préservée en Yougoslavie, identique aux 030 TU de la SNCF et issue de la même série.

La SNCF reçut 77 unités qui furent réparties de la façon suivante :
| Région  | N° USTAC | N° SNCF   | Dernier dépôt         | Mutation      |
| ------- | -------- | --------- | --------------------- | ------------- |
|         |          |           |                       |               |
| Est     | 1427     | 030 TU 1  | Chaumont              |               |
| Est     | 1962     | 030 TU 2  | Mulhouse Île-Napoléon |               |
| Est     | 4317     | 030 TU 3  | Sarreguemines         |               |
| Est     | 4322     | 030 TU 4  | Chaumont              |               |
| Est     | 4335     | 030 TU 5  | Mulhouse Île-Napoléon |               |
| Est     | 4336     | 030 TU 6  | Creil                 | Mutée Nord    |
| Est     | 4380     | 030 TU 7  | Chalindrey            |               |
| Est     | 6001     | 030 TU 8  | Mulhouse-Nord         |               |
| Est     | 6088     | 030 TU 9  | Chalindrey            |               |
| Est     | 6089     | 030 TU 10 | Reims                 |               |
| Est     | 6096     | 030 TU 11 | Troyes                |               |
| Est     | 6101     | 030 TU 12 | Châlons               |               |
| Est     | 6102     | 030 TU 13 | Hausbergen            |               |
| Est     | 6166     | 030 TU 14 | Lumes                 |               |
|         |          |           |                       |               |
| Nord    | 1308     | 030 TU 15 | Les Joncherolles      |               |
| Nord    | 1392     | 030 TU 16 | Creil                 |               |
| Nord    | 1417     | 030 TU 17 | Les Joncherolles      |               |
| Nord    | 1432     | 030 TU 18 | Les Joncherolles      |               |
| Nord    | 1939     | 030 TU 19 | Le Bourget            |               |
| Nord    | 1943     | 030 TU 20 | Les Joncherolles      |               |
| Nord    | 1976     | 030 TU 21 | Aulnoye               |               |
| Nord    | 4383     | 030 TU 22 | Longueau              |               |
| Nord    | 6091     | 030 TU 23 | Les Joncherolles      |               |
| Nord    | 6098     | 030 TU 24 | Aulnoye               |               |
| Nord    | 6100     | 030 TU 25 | Les Joncherolles      |               |
| Nord    | 6103     | 030 TU 26 | La Délivrance         |               |
|         |          |           |                       |               |
| Ouest   | 1286     | 030 TU 27 | Nantes-Blottereau     |               |
| Ouest   | 1302     | 030 TU 28 | Le Havre              |               |
| Ouest   | 1305     | 030 TU 29 | Nantes-Blottereau     |               |
| Ouest   | 1306     | 030 TU 30 | Hausbergen            | Mutée Est     |
| Ouest   | 1309     | 030 TU 31 | Nantes-Blottereau     |               |
| Ouest   | 1312     | 030 TU 32 | Chaumont              | Mutée Est     |
| Ouest   | 1315     | 030 TU 33 | Nantes-Blottereau     |               |
| Ouest   | 1389     | 030 TU 34 | Belfort               | Mutée Est     |
| Ouest   | 1409     | 030 TU 35 | Mulhouse-Nord         | Mutée Est     |
| Ouest   | 1435     | 030 TU 36 | Hausbergen            | Mutée Est     |
| Ouest   | 1934     | 030 TU 37 | Mézidon               |               |
| Ouest   | 1935     | 030 TU 38 | Nantes-Blottereau     |               |
| Ouest   | 1945     | 030 TU 39 | Hausbergen            | Mutée Est     |
| Ouest   | 1953     | 030 TU 40 | Le Bourget            | Mutée Nord    |
| Ouest   | 1954     | 030 TU 41 | Blainville            | Mutée Est     |
| Ouest   | 1978     | 030 TU 42 | Batignolles           |               |
| Ouest   | 1979     | 030 TU 43 | Le Havre              |               |
| Ouest   | 1980     | 030 TU 44 | Avignon               | Mutée Sud-Est |
| Ouest   | 1982     | 030 TU 45 | Nantes-Blottereau     |               |
| Ouest   | 1983     | 030 TU 46 | Miramas               | Mutée Sud-Est |
| Ouest   | 1984     | 030 TU 47 | Thouars               |               |
| Ouest   | 1986     | 030 TU 48 | Blainville            | Mutée Est     |
| Ouest   | 2000     | 030 TU 49 | Nantes-Blottereau     |               |
| Ouest   | 4313     | 030 TU 50 | La Rochelle           |               |
| Ouest   | 4315     | 030 TU 51 | Audun-le-Roman        | Mutée Est     |
| Ouest   | 4319     | 030 TU 52 | Chaumont              | Mutée Est     |
| Ouest   | 4327     | 030 TU 53 | Thouars               |               |
| Ouest   | 4373     | 030 TU 54 | Nîmes                 | Mutée Sud-Est |
| Ouest   | 4376     | 030 TU 55 | Belfort               | Mutée Est     |
| Ouest   | 4378     | 030 TU 56 | Mézidon               |               |
| Ouest   | 4381     | 030 TU 57 | Sotteville            |               |
| Ouest   | 4388     | 030 TU 58 | Niort                 |               |
| Ouest   | 4390     | 030 TU 59 | Vaires                | Mutée Est     |
| Ouest   | 4392     | 030 TU 60 | Nîmes                 | Mutée Sud-Est |
| Ouest   | 4394     | 030 TU 61 | Le Havre              |               |
| Ouest   | 4395     | 030 TU 62 | Le Havre              |               |
| Ouest   | 4399     | 030 TU 63 | Nîmes                 | Mutée Sud-Est |
| Ouest   | 6000     | 030 TU 64 | Le Havre              |               |
| Ouest   | 6009     | 030 TU 65 | Cherbourg             |               |
| Ouest   | 6164     | 030 TU 66 | Nantes-Blottereau     |               |
|         |          |           |                       |               |
| Sud-Est | 5023     | 030 TU 67 | Miramas               |               |
| Sud-Est | 5024     | 030 TU 68 | Nantes-Blottereau     | Mutée Ouest   |
| Sud-Est | 5025     | 030 TU 69 | Miramas               |               |
| Sud-Est | 5026     | 030 TU 70 | Nice                  |               |
| Sud-Est | 5028     | 030 TU 71 | Nice                  |               |
| Sud-Est | 5048     | 030 TU 72 | Veynes                |               |
| Sud-Est | 5051     | 030 TU 73 | Marseille             |               |
| Sud-Est | 5052     | 030 TU 74 | Grenoble              |               |
| Sud-Est | 5054     | 030 TU 75 | La Rochelle           | Mutée Ouest   |
| Sud-Est | 5056     | 030 TU 76 | Le Teil               |               |
| Sud-Est | 5060     | 030 TU 77 | Miramas               |               |
|         |          |           |                       |               |

Mis à part quelques locomotives, l'absence d'indicateur de vitesse et du frein continu excluait ces machines des services en ligne, de fait elles restèrent cantonnées au service de manœuvre des dépôts, ateliers ou autres chantiers en éliminant au passage une pléthore d'engins anciens et disparates issus des anciens réseaux. Les 77 machines furent définitivement incorporées à la SNCF le 3 novembre 1947 où elles furent réimmatriculées 030 TU 1 à 77.
Les 030 TU 68, 70 et 75 à chauffe au fuel de la région Méditerranée, eurent leurs caisses à eau agrandies pour pouvoir assurer du service marchandises sur la ligne de Cannes-la Bocca à Grasse.
C'est la 030 TU 3 du dépôt de Sarreguemines qui sera la dernière rayée des inventaires, le 21 août 1970.

## Machines préservées
Trois locomotives 030 TU sont aujourd'hui préservées en France :
- la 030 TU 13 par le Pacific Vapeur Club à Sotteville-lès-Rouen ;
- la 030 TU 22 par l'AJECTA à Longueville ;
- la 030 TU 46 (62-046 provenant des chemins de fer de Yougoslavie) sur le Train touristique de l'Albret à Nérac.

## Modélisme
Cette machine est reproduite à l'échelle 1:87 par les marques Jouef, REE, Fulgurex et par Hornby Acho en version coffret et version détaillée. Mais aussi par Alexander Models sous forme de kit à monter.